# Сёстры Матери Кармеля
Сёстры Матери Кармеля или Конгрегация Сестёр Матери Кармеля (англ. Sisters of the Mother of Carmel, лат. Congregatio Sororum Mater Carmeli) — женский институт посвящённой жизни сиро-малабарского обряда в Римско-католической церкви, основанный 13 февраля 1866 года в Коонаммаву, в Индии блаженным Кириаком Илией Святого Семейства (Чавара) и утвержденный 2 марта 1967 года Святым Престолом. Институт является ветвью регулярных терциариев Ордена Босых Кармелитов и обозначается аббревиатурой C.M.C..

## История
Конгрегация была основана в Коонаммаву, в штате Керала в Индии 13 февраля 1866 года блаженным Куриакосом Элиасом Чаварой (в монашестве Кириак Илия Святого Семейства) (C.M.I.), генеральным викарием Сиро-малабарской католической церкви и его сподвижником Леопольдом Беккаро (O.C.D.). Это первый женский институт посвященной жизни, основанный в Сиро-малабарской католической церкви.
17 августа 1890 года бифуркация разделила институт на две ветви, сиро-малабарского и римского обрядов. Вскоре после этого, конгрегация получила распространение во многих сиро-малабарских епархиях Индии. 16 ноября 1963 года обе ветви объединились под руководством одной генеральной настоятельницы.
2 марта 1967 года Папа Павел VI издал декрет, одобряющий деятельность конгрегации и утвердил конституции института.

## В настоящее время
На 31 декабря 2008 года в институте несли служние 6483 сестёр в 642 домах.
Общество действует на территории Индии, Танзании, Кении, ЮАР, ЦАР, Судана и Малави. 15 августа 2008 года в Африке был создан специальный регион конгрегации.
Главный дом конгрегации находится в Алува, в Индии.

### Деятельность
Сёстры Матери Кармеля ведут созерцательно-апостольский образ жизни, ухаживая за больными людьми, помогая малообеспеченным слоям населения, занимаясь христианским воспитанием и образованием молодёжи.

## Покровители конгрегации
Главной покровительницей института является Божия Матери Кармельская. Основатель института, Кириак Илия Святого Семейства был причислен к лику блаженных 8 февраля 1986 года. 3 декабря 2006 года к лику блаженных была причислена монахиня конгрегации - Элуватингал, Роза.